# デストラクター機雷
デストラクター機雷（ディストラクターとも）はアメリカ海軍が装備している航空機搭載爆弾を改造した地雷・機雷兼用兵器。外付けのキットを爆弾に装着することで、地雷と機雷両方の能力を有している。Destructor（破壊装置）からDSTと略される。
後継のクイックストライク機雷（Quick Strike mine）についても説明する。
なお海上自衛隊はデストラクター機雷を装備体系に加えている。

## デストラクターシリーズ

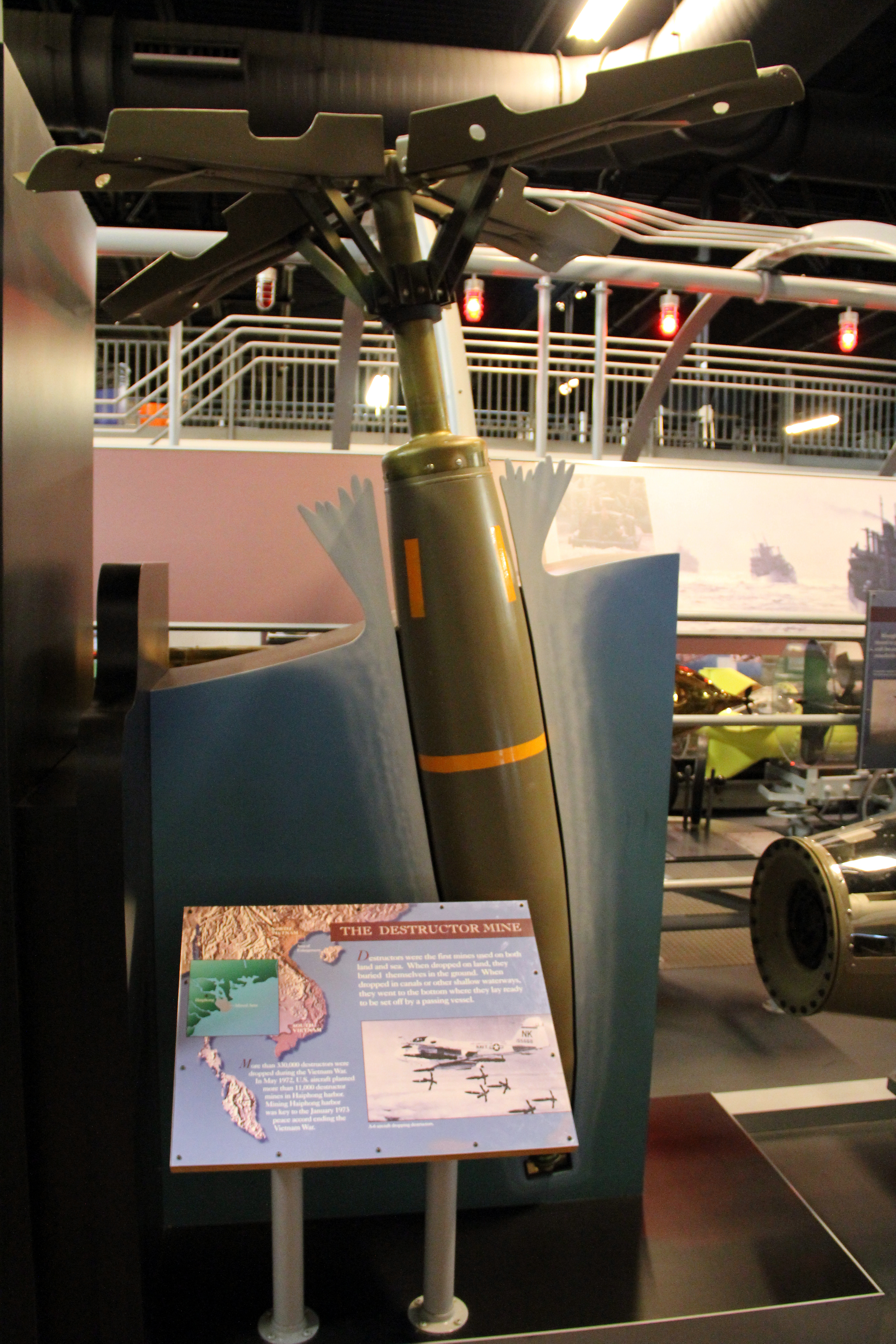
デストラクター機雷（アメリカ海軍水中博物館所蔵）

通常の航空爆弾にMk75デストラクター改造キットを装着することで地雷もしくは沈底機雷になる。このキットは爆弾頭部の空間には信管と導爆薬を、底部減速装置の空間に感応装置を装着する。使用される爆弾はMk80シリーズで、それぞれMk82（500ポンド）はMk36DST（Mk36機雷は別に存在する）、Mk83（1,000ポンド）はMk40DST、Mk84（2,000ポンド）はMk41DSTとなる。爆弾のサイズに関わらず使用される改造キットは基本的に同一であるが、投下後の減速装置はそれぞれの爆弾サイズに応じたものを必要とする。
これらは航空機により敷設されるが、地雷としては投下されたものは衝撃で地中深くに埋設され、機雷としては河川の河口や沿岸域といった浅深度に投下され磁気感応により起爆する。またDST115Aという種類もあり、これは機雷としてのみ使用され航空機と水上艦により敷設される。
このデストラクター機雷は第三次中東戦争でイスラエルが、ベトナム戦争ではアメリカがハイフォン湾に敷設している。

## クイックストライクシリーズ
クイックストライクシリーズはデストラクターシリーズの後継で、同じ航空爆弾を用いておりMk82を使用した場合はMk62となり、以下Mk83はMk63、Mk84はMk64となる。デストラクターシリーズとは異なり地雷としての機能はなく、その代わりに水上艦・潜水艦の双方に対応する沈底機雷となっている。ペイブウェイやJDAMなどの誘導爆弾と同様に爆弾にキットを装着するだけで済み、デストラクターシリーズより簡易な構造になっている。
1983年に制式化されたMk65は爆弾転用型でなく、また磁気・振動・水圧の情報を複合的に捉えることができる目標探知装置（TDD）を備えている。また底部の減速装置はMk15スネークアイ（蛇の眼）フィンだけでなくバリュートも用いられているが、Mk64・65はバリュートのみを用いている。
2014年からはJDAMのシステムを移植してGPS誘導により精密敷設を可能としたクイックストライク-Jと、JDAM-ERの主翼を追加して有翼グライダー化し射程を延ばしたクイックストライク-ERがテストされている。これらの強化型は基本的にJDAMの運用できる機体であれば特に改修なしに使用することが可能である。
要目（Mk65）
- 重量…2,390ポンド（1,086キログラム）
- 全長…128インチ（325センチメートル）
- 直径…29インチ（74センチメートル、フィンの径）
- 敷設深度…600フィート（183メートル）

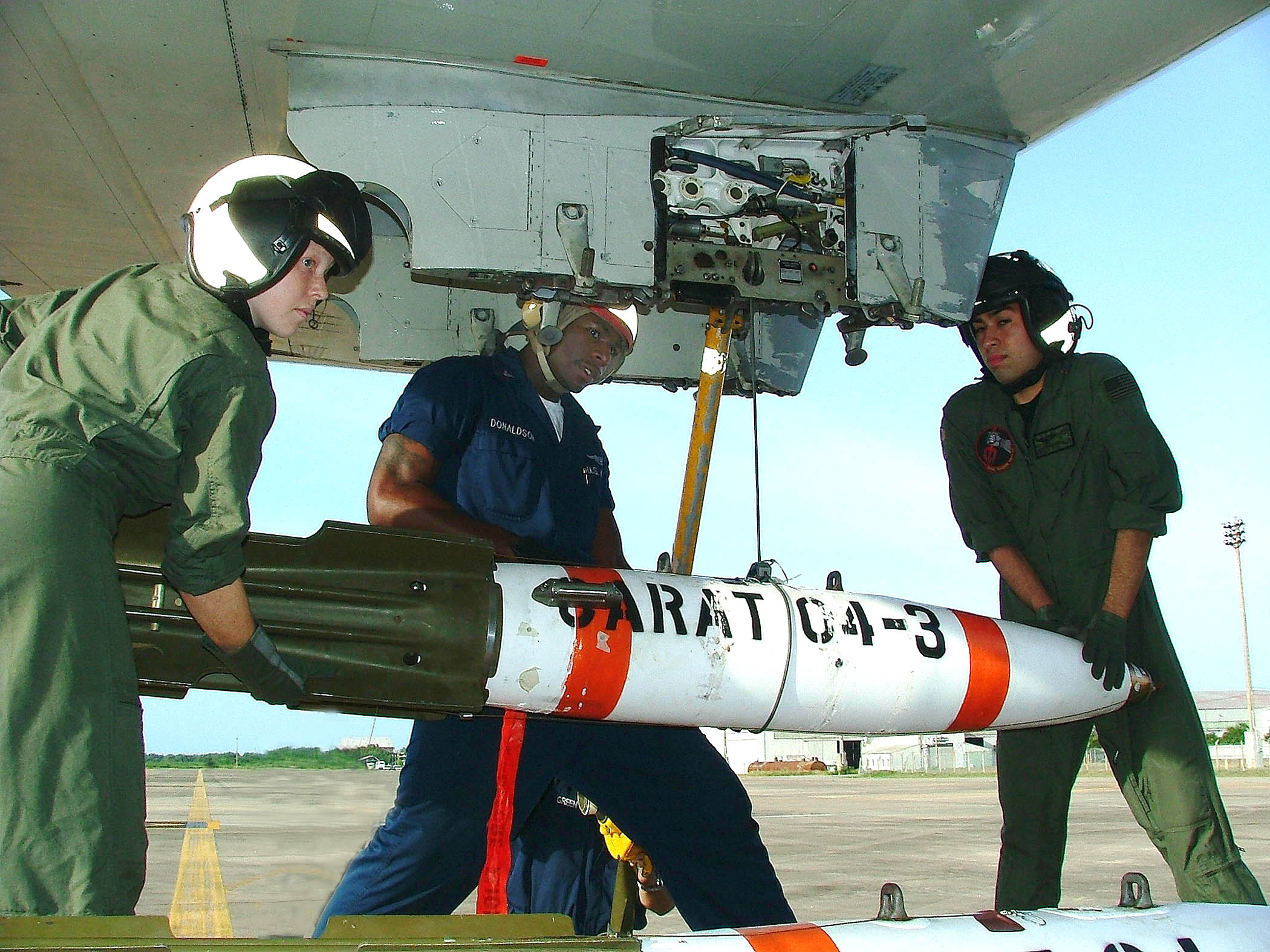
P-3Cのパイロンへ搭載されるMk62
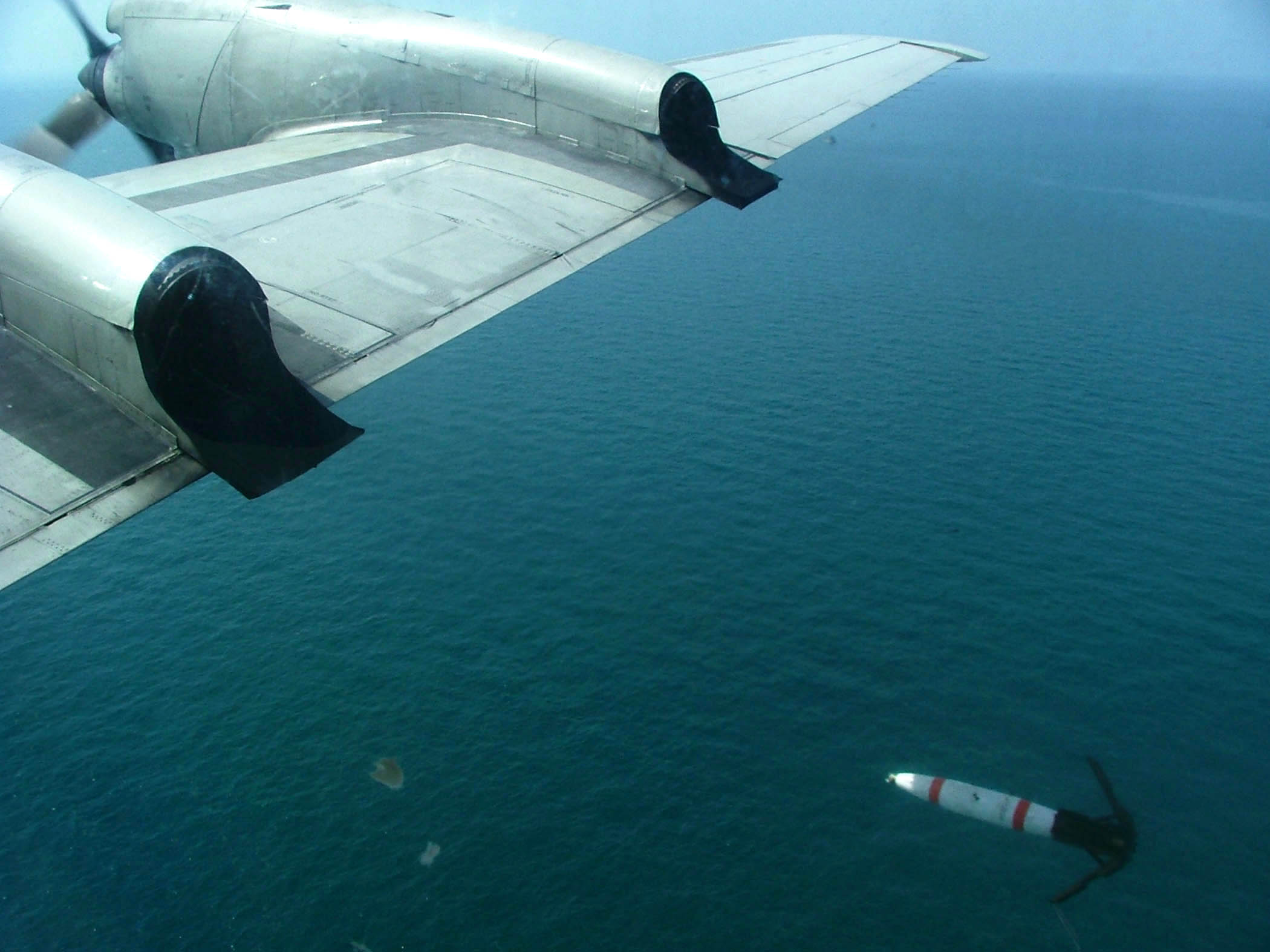
P-3Cから投下されたMk62
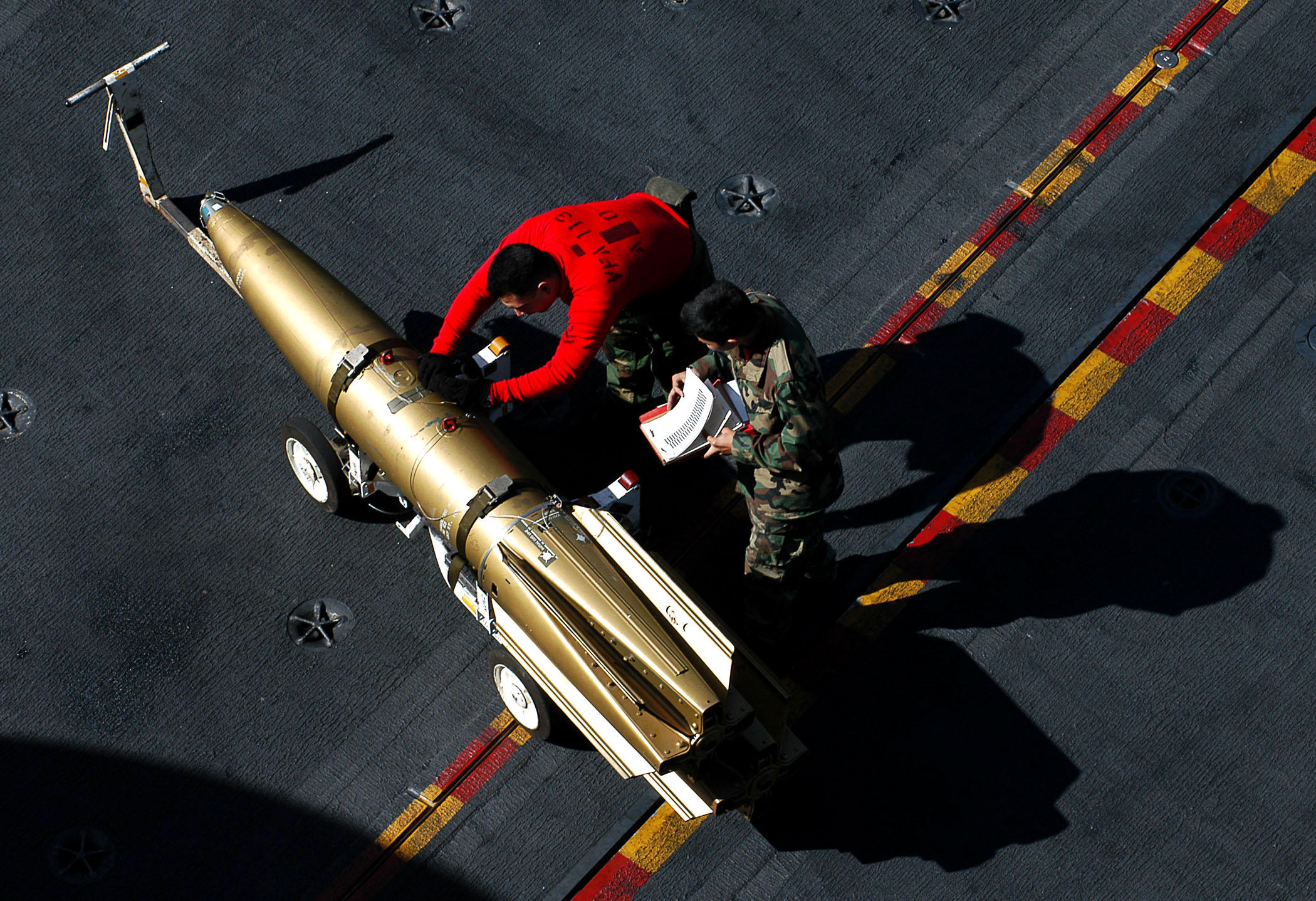
運搬中のMk63
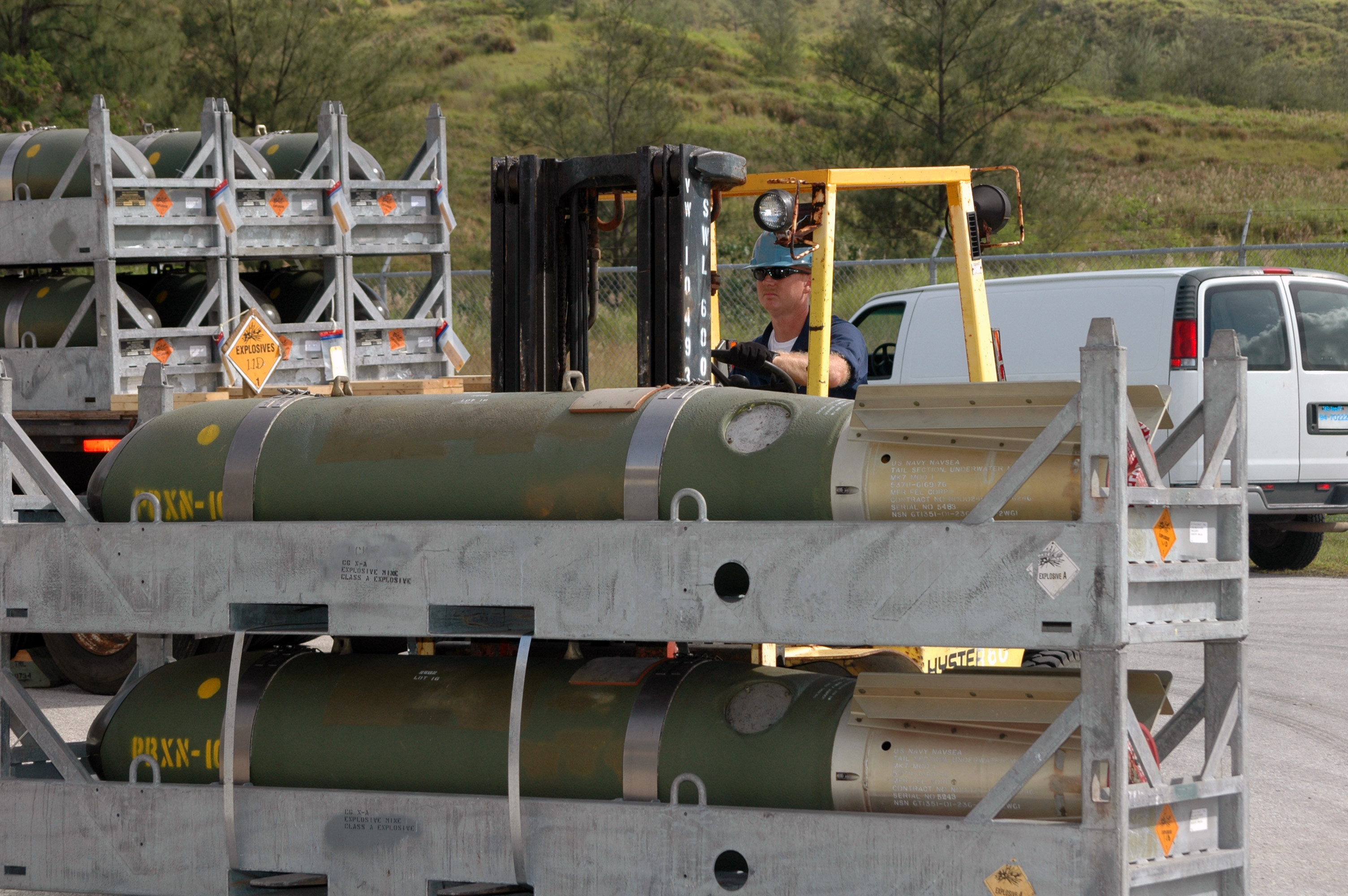
ラックに載せられたMk65
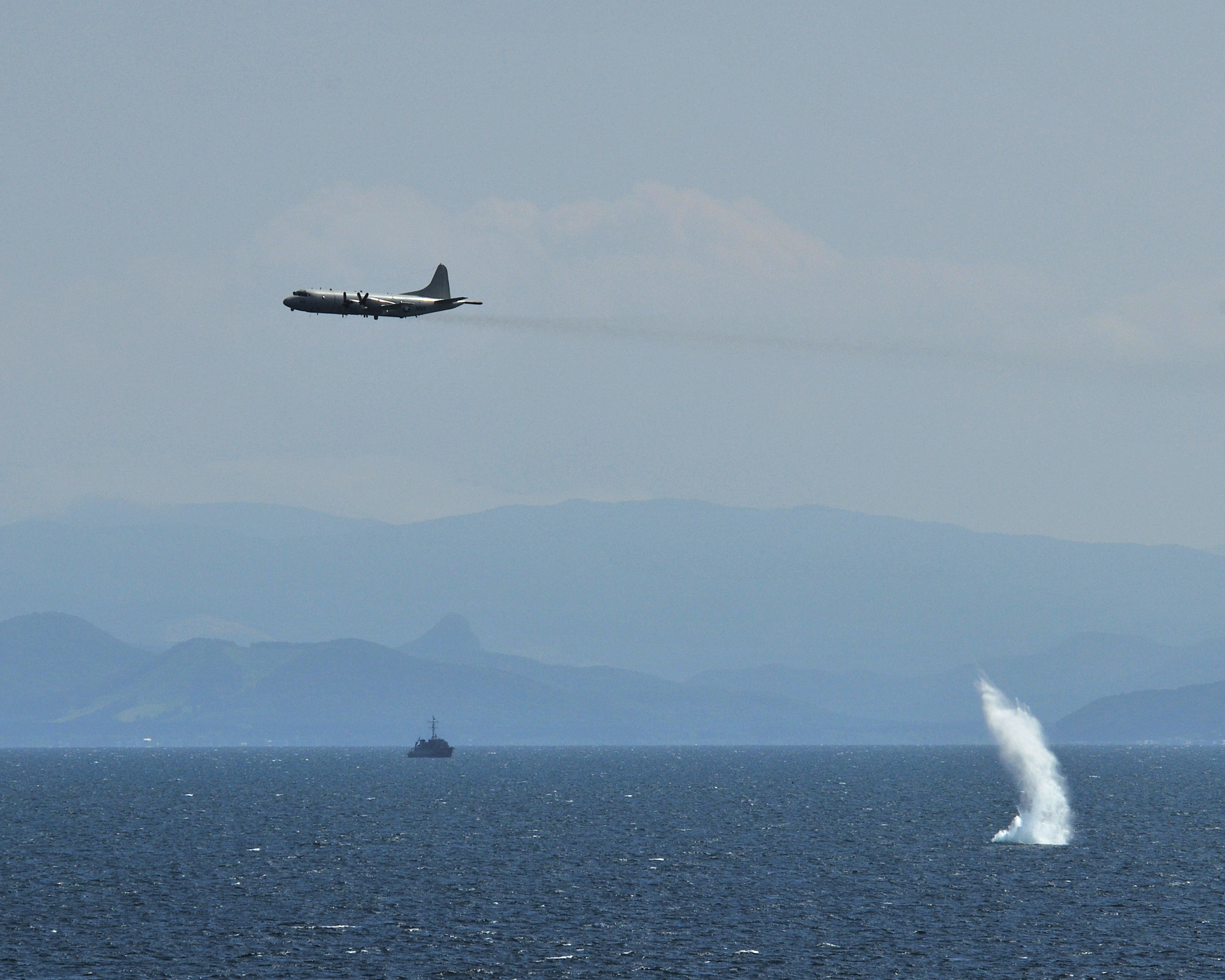
着水したMk65

## 参考資料
- FAS Mk-65 Quick Strike Mine
- Globalsecurity Mk-65 Quick Strike Mine